# Prima Lega 2024-2025 (Etiopia)
La Prima Lega 2024-2025, anche nota come Betking Ethiopian Premier League 2024-2025 per motivi di sponsor, è stata la settantottesima edizione del massimo campionato di calcio dell'Etiopia. La stagione è iniziata il 20 settembre 2024 e si è conclusa il 26 giugno 2025. Il CBE SA era la squadra campione in carica, avendo vinto il primo campionato della sua storia nell'edizione 2023-2024.
Il campionato è stato vinto dal Medhin, che ha celebrato il primo titolo nazionale della sua storia.

## Stagione

### Novità
Al termine della stagione precedente sono state retrocesse Wolkite City, Shashemene Kenema e Hambericho Durame, ultime tre classificate del campionato. Al loro posto, in virtù della riforma del campionato che ha previsto l'allargamento a 18 squadre, sono state promosse Arba Minch Kenema, Insurance, Mekelle 70 Enderta, Shire Endaselassie e Welwalo Adigrat, prime cinque classificate in Lega Superiore.

### Formula
Le 19 squadre partecipanti giocano un girone all'italiana con partite di andata e ritorno, per un totale di 34 giornate. Alla fine del campionato, la squadra prima in classifica è campione dell'Etiopia e si qualifica per la CAF Champions League 2025-2026, mentre le ultime quattro classificate vengono retrocesse nella divisione inferiore.

## Squadre partecipanti
| Squadra            | Città       | Stagione precedente |
| ------------------ | ----------- | ------------------- |
| Adama City         | Adama       | 7° in Prima Lega    |
| Arba Minch Kenema  | Arba Minch  | Lega Superiore      |
| Awassa City        | Auasa       | 9° in Prima Lega    |
| Bahir Dar Kenema   | Bahar Dar   | 4° in Prima Lega    |
| CBE SA             | Addis Abeba | Campione d'Etiopia  |
| Defence            | Addis Abeba | 2° in Prima Lega    |
| Dire Dawa City     | Dire Daua   | 12° in Prima Lega   |
| Ethio-Bunna        | Addis Abeba | 3° in Prima Lega    |
| Insurance          | Addis Abeba | Lega Superiore      |
| Fasil Kenema       | Gondar      | 6° in Prima Lega    |
| Hadiya Hossana     | Hosaena     | 8° in Prima Lega    |
| Medhin             | Addis Abeba | 10° in Prima Lega   |
| Mekelle 70 Enderta | Macallè     | Lega Superiore      |
| Shire Endaselassie | Macallè     | Lega Superiore      |
| Sidama Coffee      | Irgalem     | 11° in Prima Lega   |
| St. George         | Addis Abeba | 5° in Prima Lega    |
| Welayta Dicha      | Soddo       | 13° in Prima Lega   |
| Welwalo Adigrat    | Adigrat     | Lega Superiore      |

## Classifica
|                    | Pos. | Squadra            | Pt      | G  | V  | N  | P  | GF | GS | DR  |
| ------------------ | ---- | ------------------ | ------- | -- | -- | -- | -- | -- | -- | --- |
| Etiopia (bandiera) | 1.   | Medhin             | 73      | 34 | 22 | 7  | 5  | 49 | 15 | +34 |
|                    | 2.   | Ethio-Bunna        | 60      | 34 | 17 | 9  | 8  | 32 | 18 | +14 |
|                    | 3.   | Bahir Dar Kenema   | 54      | 34 | 15 | 9  | 10 | 40 | 24 | +16 |
|                    | 4.   | Awassa City        | 53      | 34 | 14 | 11 | 9  | 40 | 31 | +9  |
|                    | 5.   | Sidama Coffee      | 49      | 34 | 12 | 13 | 9  | 27 | 28 | -1  |
|                    | 6.   | Welayta Dicha      | 48      | 34 | 13 | 9  | 12 | 34 | 38 | -4  |
|                    | 7.   | Arba Minch Kenema  | 47      | 34 | 13 | 8  | 13 | 32 | 31 | +1  |
|                    | 8.   | Hadiya Hossana     | 47      | 34 | 12 | 11 | 11 | 32 | 31 | +1  |
|                    | 9.   | St. George         | 46      | 34 | 12 | 10 | 12 | 30 | 30 | 0   |
|                    | 10.  | Defence            | 45      | 34 | 10 | 15 | 9  | 36 | 32 | +4  |
|                    | 11.  | CBE SA             | 44      | 34 | 10 | 14 | 10 | 34 | 34 | 0   |
|                    | 12.  | Ethio Electric     | 44      | 34 | 11 | 11 | 12 | 27 | 28 | -1  |
|                    | 13.  | Dire Dawa City     | 43      | 34 | 10 | 13 | 11 | 34 | 36 | -2  |
|                    | 14.  | Fasil Kenema       | 43      | 34 | 9  | 16 | 9  | 33 | 35 | -2  |
|                    | 15.  | Mekelle 70 Enderta | 41      | 34 | 10 | 11 | 13 | 27 | 36 | -9  |
|                    | 16.  | Adama City         | 39      | 34 | 10 | 9  | 15 | 34 | 45 | -11 |
|                    | 17.  | Shire Endaselassie | 22      | 34 | 3  | 13 | 18 | 22 | 46 | -24 |
|                    | 18.  | Welwalo Adigrat    | 19      | 34 | 2  | 13 | 19 | 21 | 46 | -25 |
|                    | ---  | Wolkite City       | Esclusa |    |    |    |    |    |    |     |

Legenda
      Campione di Etiopia e ammessa alla CAF Champions League 2025-2026.
      Retrocessa in Lega Superiore 2025-2026.
Note:
Tre punti a vittoria, uno a pareggio, zero a sconfitta.